# Kule (Łódź)
Pour les articles homonymes, voir Kule.
Kule (prononciation [ˈkulɛ]) est une localité de la gmina de Kiełczygłów, du powiat de Pajęczno, dans la voïvodie de Łódź, située dans le centre de la Pologne.
Elle se situe à environ 2 kilomètres au nord-est de Kiełczygłów (siège de la gmina), 12 kilomètres au nord de Pajęczno (siège du powiat) et 68 kilomètres au sud-ouest de Łódź (capitale de la voïvodie).

## Administration
De 1975 à 1998, la localité était attachée administrativement à l'ancienne voïvodie de Sieradz.

Depuis 1999, elle fait partie de la nouvelle voïvodie de Łódź.